# Skomand von Sudauen

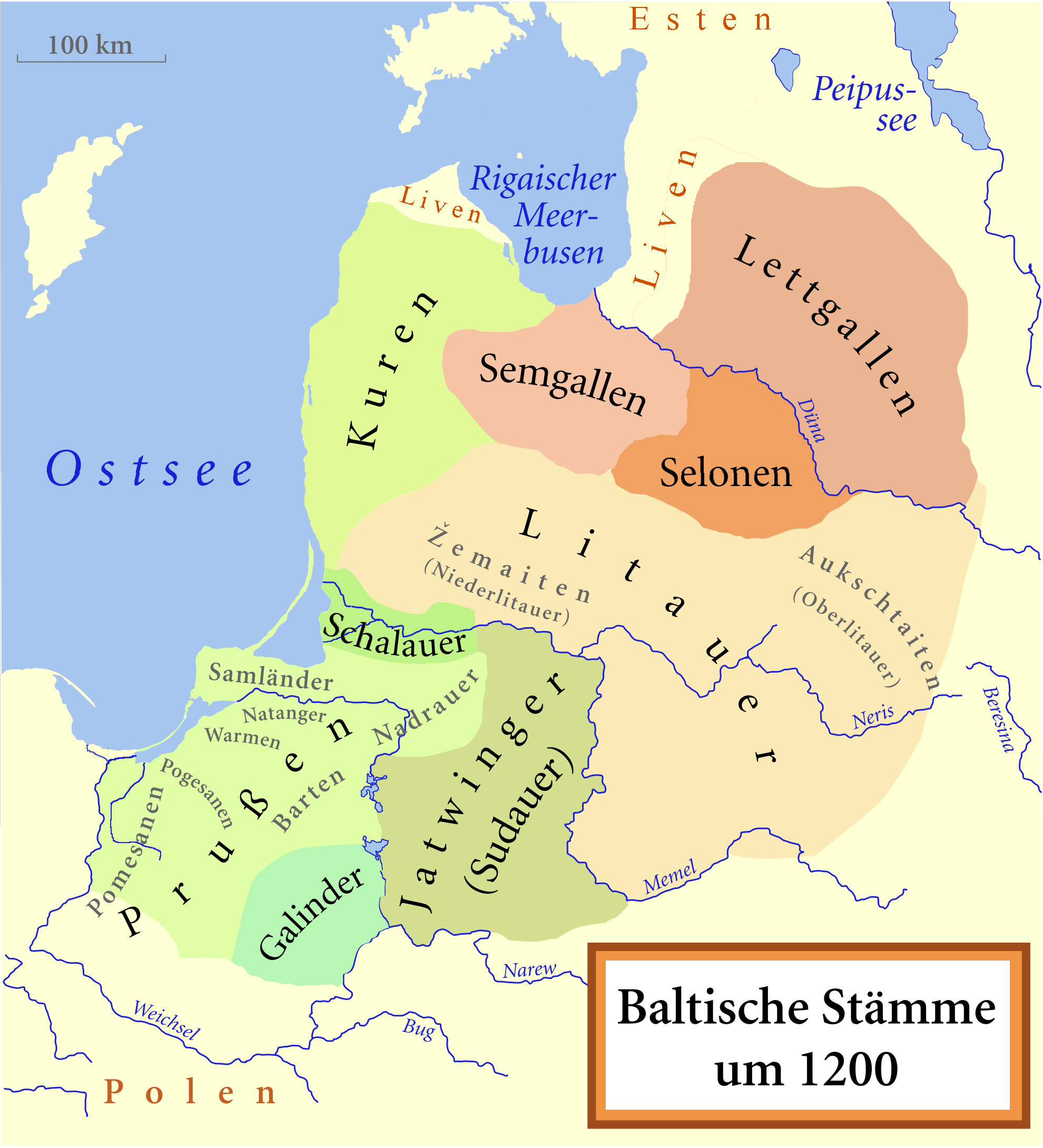
Baltische Stämme im 12. Jahrhundert

Skomand (* um 1225; † um 1285) war ein mächtiger Stammeshäuptling des prußischen Stammes der Sudauer. Andere Namensvarianten sind Skumand, Komants, Gomants und Koommat. In Litauen wird er als Skomantas oder Komantas verehrt und gilt als identisch mit Skalmantas, dem angeblichen Stammesvater der Dynastie Gediminas. Sein prußischer Name Skomants weist auf üppigen Reichtum  („skome, skomas“: Esstisch, Wohlgeschmack; „mants“: reich, Besitz, Vermögen).

## Geschichte
Skomand wird in der Chronik Peters von Dusburg als einer der Führer des Überfalls auf Kulm 1263 erwähnt. Während der prußischen Kämpfe gegen den Deutschen Orden  blieb Sudauen zunächst wegen seiner unzugänglichen Randlage von den Expansionsbestrebungen des Deutschen Ordens weitgehend unbehelligt, beteiligte sich jedoch mit Hilfe der Litauer an einigen Streifzügen in die Gebiete des Ordens. Nach dem verheerenden Einfall ins Kulmer Land geriet Skomand zunehmend ins Blickfeld der Ordensritter. Nachdem 1276 der Komtur Berthold von Nordhausen durch den kriegserfahrenen Komtur von Christburg Hermann von Schönenberg ersetzt wurde, wurden die prußischen Einfälle nachhaltig zurückgeschlagen.
Da kleinere Aufgebote nicht mehr zum Erfolg führten, sammelte Skomand im Herbst 1277 ein größeres Heer von 4000 Kriegern und lud zur Verstärkung noch Zemaiten und Litauer ein. Am 21. Oktober fiel seine Streitmacht im Kulmer Land verheerend ein und eroberte die Burg Graudenz, Marienwerder, Zantir an der Weichsel sowie Christburg. Der Einfall hatte schwere Zerstörungen zur Folge. 
Der Ordensmarschall Konrad von Thierberg entschloss sich nach diesem Ereignis, die Sudauer anzugreifen und dieses Gebiet als eine der beiden letzten prußischen Landschaften endgültig zu unterwerfen. Das Unternehmen gestaltete sich als schwierig, denn Konrad verfügte über keinen Rückhalt aus dem Reich. Auch verfügte er kaum über Reserven an Ordenskriegern. Außerdem war Sudauen territorial weit größer als die anderen inzwischen eroberten prußischen Stammesgebiete und war von dichten Wäldern, Morästen, Seen und Sümpfen durchzogen. Den Kern des Sudauer Heerbanns bildeten erprobte Krieger. Es war mit einem Heer von etwa 6000 Mann zu rechnen, hervorragenden Reitern, ergänzt durch zahlreiches Fußvolk.
1277 zog dann ein Ordensheer mit 1500 Reitern und einigem Fußvolk nach Sudauen und verwüstete Kimenau. Zahlreiche Bewohner wurden erschlagen, etwa tausend Gefangene und große Beute wurden weggeführt. Am Spirdingsee stellten sich dem Ordensheer etwa 3000 Sudauer entgegen. Das Treffen endete mit einer Niederlage der Sudauer; etwa 2000 Männer sollen erschlagen oder verwundet worden sein. 
Nach diesem Erfolg sammelte der Ordensmarschall eine stärkere Kriegsmacht, mit dem Ziel Skomands Burg mit dem legendären Silberschatz bei Skomenten am Ostufer des Skomentsee zu erobern und das sudauische Volk zu demoralisieren, indem es seines Häuptlings und der anderen Führer beraubt würde. 
Die Unwegsamkeit des Geländes erforderte wiederholte und zermürbende Einzelfehden mit Unterstützung zum Orden übergelaufener ortskundiger einheimischer Kundschafter, sogenannte Struter, die zunächst in kleinen Gruppen im Sommer ins Land schlichen und Markierungen setzten. Erwähnt wurden insbesondere der Kulmer Martin Golin, der samländische Witing Konrad Tüvel, der kühne Stobernel, der Sudauer Kudar sowie Nakeim der Pogesanier. 
Das Jahr 1278 zeichneten brutale Überfälle der Strutergruppen und den Gegenzügen der Sudauer. Trotzdem gelang es den Ordensrittern während dieser Zeit nicht, ein geordnetes größeres Heer zusammenzustellen. Die auswärtigen Bischöfe lösten sich mit der Zahlung von Geld ab statt Krieger zu entsenden. Ausschlaggebend für den späteren Erfolg der Ritter war nach langen Vakanzen 1279 die Berufung des Konrad von Feuchtwangen zum Ordensmarschall und Landmeister. Da zwischenzeitlich in Semgallen der Orden in Bedrängnis geriet, ruhte der Feldzug gegen Sudauen bis zu Winter 1279, Feuchtwangen fühlte sich bald zwischen seinen Aufgaben aufgerieben und verließ Preußen. Schließlich übernahm der Königsberger Komtur Mangold von Sternberg die Aufgabe, die Sudauer zu unterjochen. Neben der Eroberung verfolgte er jedoch auch das Ziel, das Land aus seinem instabilen Zustand herauszuführen, indem Ackerbau und Wirtschaft nachhaltig gefördert würden. Dieses Ziel sah er nur in einem befriedeten Zustand gewährleistet, so dass die Eroberung der aggressiven Stammesgebiete der Prußen vorrangig waren.
Die Sudauer hatten ihrerseits diese Umstrukturierung als Schwäche des Ordens interpretiert. 1280 unternahmen sie, unterstützt durch Litauer, einen Verheerungszug ins Samland. Der Kriegszug blieb letztlich erfolglos, da er längst verraten worden war und Ordensbeamte den Bewohnern geraten hatten, in die festen Burgen zu flüchten. 10 Tage lang verwüsteten die Sudauer das Umland von Tapiau, mussten dann jedoch umgehend heimkehren, weil sie Kunde erhalten hatten, dass der Komtur von Tapiau Ulrich Baier seinerseits ins sudauer Kernland eingefallen, die dortigen Siedlungen angegriffen und zahlreiche Geiseln genommen hatte. Der Komtur, durch den Erfolg ermutigt, unternahm weitere verheerende Streifzüge, bis ihm diese Alleingänge vom Landmeister verboten wurden.
Mangold von Sternberg sammelte im Winter 1281 ein starkes Heer und brach am 2. Februar zum finalen Schlag nach Sudauen auf. Skomands Burg wurde erstürmt und ausgebrannt, Skomand selbst hatte sich zurückgezogen und neue Leute um sich gesammelt. Doch sie konnten den Kampf nicht bestehen, und Skomand flüchtete mit seinem gesamten Hausstand und seinen Begleitern in die litauisch-russische Grenzregion. Bald unternahm er neue Versuche sein Gebiet zurückzuerobern. Die Gegenmaßnahmen des Landmeisters ließen bis Skomand schließlich resignieren. Er ließ sich und die Seinen christlich taufen. 
Danach verbrachte er einige Jahre auf der Ordensburg Balga und erhielt schließlich von Konrad von Thierberg das Gut Steinio (Steyno, Steinen) in Steegen bei Landsberg. Hier lebte Skomand mit seinen Söhnen Rukals, Gedetes und Galms von den Erträgen seiner Landwirtschaft. Der Nachkomme Dietrich Skomantin von Steinen verkaufte das Gut 1366 und zog mit den Seinigen nach Dietrichsdorf, Kreis Gerdauen.

## Belletristik
Skomand ist Teil des historischen Romans:
- Claudius Crönert: Die Herren der Schwerter. Ullstein Taschenbuch, 2011, ISBN 978-3-548-28310-4.